# Mauritian League 2022/23
Die   Mauritian League 2022/23 war die 78. Saison der Fußballmeisterschaft auf Mauritius. An dem Wettbewerb nahmen insgesamt 10 Mannschaften teil. Die Saison Die Saison startete am 28. Oktober 2022 und endete am 15. April 2023. Titelverteidiger war der Pamplemousses SC (2018/19).

## Teilnehmende Mannschaften
| Mannschaft                | Standort             | Stadion                     | Kapazität |
| ------------------------- | -------------------- | --------------------------- | --------- |
| Cercle de Joachim SC      | Curepipe             | Stade George V              | 6200      |
| GRSE Wanderers SC         | Centre de Flacq      | Stade Auguste Vollaire      | 4000      |
| Pamplemousses SC          | Pamplemousses        | Anjalay Stadium             | 16.000    |
| AS Port-Louis 2000        | Port Louis           | St. François Xavier Stadium | 5000      |
| AS Vacoas-Phoenix         | Vacoas-Phoenix       | Stade George V              | 6200      |
| Petite Rivière Noire FC   | Petite Rivière Noire | Stade Germain Comarmond     | 5000      |
| Entente Boulet Rouge SC   | Centre de Flacq      | Stade Auguste Vollaire      | 4000      |
| Savanne SC                | Souillac             | Stade Harry Latour          | 2000      |
| La Cure Sylvester SC      | Port Louis           | St. François Xavier Stadium | 2500      |
| Roche-Bois Bolton City YC | Port Louis           | Stade George V              | 6200      |

## Tabelle
| Pl. | Verein                    | Sp. | S  | U | N  | Tore    | Diff. | Punkte |
| --- | ------------------------- | --- | -- | - | -- | ------- | ----- | ------ |
| 1.  | GRSE Wanderers SC         | 18  | 13 | 3 | 2  | 031:900 | +22   | 42     |
| 2.  | Pamplemousses SC (M)      | 18  | 12 | 4 | 2  | 026:800 | +18   | 40     |
| 3.  | AS Port-Louis 2000        | 18  | 12 | 3 | 3  | 037:120 | +25   | 39     |
| 4.  | Cercle de Joachim SC      | 18  | 9  | 3 | 6  | 025:150 | +10   | 30     |
| 5.  | AS Vacoas-Phoenix         | 18  | 7  | 6 | 5  | 021:170 | +4    | 27     |
| 6.  | Petite Rivière Noire FC   | 18  | 6  | 3 | 9  | 025:300 | −5    | 21     |
| 7.  | Entente Boulet Rouge SC   | 18  | 6  | 0 | 12 | 026:340 | −8    | 18     |
| 8.  | Savanne SC                | 18  | 4  | 4 | 10 | 013:340 | −21   | 16     |
| 9.  | La Cure Sylvester SC      | 18  | 4  | 2 | 12 | 014:370 | −23   | 14     |
| 10. | Roche-Bois Bolton City YC | 18  | 1  | 4 | 13 | 006:258 | −252  | 07     |

| Zum Saisonende 2022/23:                                                      |
| Mauritianischer Meister und Qualifikation zur CAF Champions League Absteiger |

| Zum Saisonende 2018/19: |                                       |
| (M)                     | Amtierender Meister: Pamplemousses SC |